# Istanbul Cup 2019
Istanbul Cup 2019, oficiálně se jménem sponzora TEB BNP Paribas Istanbul Cup 2019, byl tenisový turnaj pořádaný jako součást ženského okruhu WTA Tour, který se odehrával na otevřených antukových dvorcích městského areálu. Konal se mezi 22. až 28. dubnem 2019 v turecké metropoli Istanbulu jako dvanáctý ročník turnaje.
Turnaj s rozpočtem 250 000 dolarů patřil do kategorie WTA International. Nejvýše nasazenou hráčkou ve dvouhře se stala dvacátá sedmá žena klasifikace Carla Suárezová Navarrová ze Španělska, kterou v úvodním kole vyřadila krajanka Lara Arruabarrenová. Jako poslední přímá účastnice do dvouhry nastoupila 98. hráčka žebříčku Rumunka Sorana Cîrsteaová.
První titul na okruhu WTA Tour vybojovala ve dvouhře 28letá Chorvatka Petra Martićová. Sedmou společnou trofej na túře WTA si ze čtyřhry odvezl maďarsko-francouzský pár Tímea Babosová a Kristina Mladenovicová.

## Distribuce bodů a finančních odměn

### Distribuce bodů
| Soutěž  | vítězky | finalistky | semifinalistky | čtvrtfinalistky | 16 v kole | 32 v kole | Q  | Q3 | Q2 | Q1 |
| ------- | ------- | ---------- | -------------- | --------------- | --------- | --------- | -- | -- | -- | -- |
| dvouhra | 280     | 180        | 110            | 60              | 30        | 1         | 18 | 14 | 10 | 1  |
| čtyřhra | 280     | 180        | 110            | 60              | 1         | —         | —  | —  | —  | —  |

### Finanční odměny
| Soutěž                                | vítězky | finalistky | semifinalistky | čtvrtfinalistky | 16 v kole | 32 v kole | Q2     | Q1   |
| ------------------------------------- | ------- | ---------- | -------------- | --------------- | --------- | --------- | ------ | ---- |
| dvouhra                               | $43 000 | $21 400    | $11 500        | $6 175          | $3 400    | $2 100    | $1 020 | $600 |
| čtyřhra                               | $12 300 | $6 400     | $3 435         | $1 820          | $960      | —         | —      | —    |
| částky ve čtyřhře jsou uváděny na pár |         |            |                |                 |           |           |        |      |

## Ženská dvouhra

### Nasazení
| Stát                          | Hráčka                    | WTA | Nasazení |
| ----------------------------- | ------------------------- | --- | -------- |
| Španělsko                     | Carla Suárezová Navarrová | 27. | 1.       |
| Rumunsko                      | Mihaela Buzărnescuová     | 30. | 2.       |
| Itálie                        | Camila Giorgiová          | 31. | 3.       |
| Ukrajina                      | Dajana Jastremská         | 37. | 4.       |
| Austrálie                     | Ajla Tomljanovićová       | 39. | 5.       |
| Chorvatsko                    | Petra Martićová           | 40. | 6.       |
| Česko                         | Kateřina Siniaková        | 41. | 7.       |
| Řecko                         | Maria Sakkariová          | 44. | 8.       |
| Slovensko                     | Viktória Kužmová          | 45. | 9.       |
| Žebříček WTA k 15. dubnu 2019 |                           |     |          |

### Jiné formy účasti
Následující hráčky obdržely divokou kartu do hlavní soutěže:
- Çağla Büyükakçay
- Světlana Kuzněcovová
- Pemra Özgenová

Následující hráčky postoupily z kvalifikace:
- Irina Baraová
- Ana Bogdanová
- Ivana Jorovićová
- Kateryna Kozlovová
- Veronika Kuděrmetovová
- Jelena Rybakinová

Následující hráčky postoupily z kvalifikace jako tzv. šťastné poražené:
- Tímea Babosová
- Julia Glušková

### Odhlášení
před zahájením turnaje
- Irina-Camelia Beguová (poranění pravého hlezna)[1] → nahradila ji  Tímea Babosová
- Camila Giorgiová → nahradila ji  Julia Glušková
- Ons Džabúrová → nahradila ji  Margarita Gasparjanová
- Tatjana Mariová → nahradila ji  Lara Arruabarrenová
- Anna Karolína Schmiedlová → nahradila ji  Johanna Larssonová

### Skrečování
- Kirsten Flipkensová (poranění pánve)[1]
- Anastasija Potapovová

## Ženská čtyřhra

### Nasazení
| Stát                                                                       | Hráčka                 | Stát       | Hráčka                 | WTA  | Nasazení |
| -------------------------------------------------------------------------- | ---------------------- | ---------- | ---------------------- | ---- | -------- |
| Maďarsko                                                                   | Tímea Babosová         | Francie    | Kristina Mladenovicová | 6.   | 1.       |
| Belgie                                                                     | Kirsten Flipkensová    | Švédsko    | Johanna Larssonová     | 74.  | 2.       |
| Rumunsko                                                                   | Irina Baraová          | Rumunsko   | Mihaela Buzărnescuová  | 94.  | 3.       |
| Rusko                                                                      | Veronika Kuděrmetovová | Kazachstán | Galina Voskobojevová   | 100. | 4.       |
| Žebříček WTA k 15. dubnu 2019; číslo je součtem umístění obou členek páru. |                        |            |                        |      |          |

### Jiné formy účasti
Následující páry obdržely divokou kartu do hlavní soutěže:
- Çağla Büyükakçay  /  Pemra Özgenová
- Melis Sezerová /  İpek Soyluová

## Přehled finále

### Ženská dvouhra
- Petra Martićová vs.  Markéta Vondroušová, 1–6, 6–4, 6–1

### Ženská čtyřhra
- Tímea Babosová /  Kristina Mladenovicová vs.  Alexa Guarachiová /  Sabrina Santamariová, 6–1, 6–0